# Wyścigowe Samochodowe Mistrzostwa Polski 2013
Sezon 2013 był pięćdziesiątym siódmym sezonem Wyścigowych Samochodowych Mistrzostw Polski.

## Kalendarz
Źródło: chronopn.neostrada.pl
| Data             | Tor                  | Miejsce        | Klasa                |
| ---------------- | -------------------- | -------------- | -------------------- |
| 12–14 kwietnia   | Tor Poznań           | Poznań         | WSMP, WPP            |
| 26–28 kwietnia   | Hungaroring          | Mogyoród       | WSMP, Endurance      |
| 10–12 maja       | Red Bull Ring        | Spielberg      | WSMP, Endurance      |
| 21–23 czerwca    | Tor Poznań           | Poznań         | WSMP, WPP, Endurance |
| 3–4 sierpnia     | Tor Poznań           | Poznań         | WPP                  |
| 9–11 sierpnia    | Autodrom Most        | Most           | WSMP, Endurance      |
| 23–25 sierpnia   | Slovakiaring         | Orechová Potôň | WSMP, Endurance      |
| 14–15 września   | Masaryk Circuit      | Brno           | WSMP, Endurance      |
| 28–29 września   | EuroSpeedway Lausitz | Klettwitz      | WPP                  |
| 4–6 października | Tor Poznań           | Poznań         | WPP                  |

## Mistrzowie
Źródło: chronopn.neostrada.pl
| Klasa             | Kierowca                                        | Samochód            | Zespół                                                  |
| ----------------- | ----------------------------------------------- | ------------------- | ------------------------------------------------------- |
| Endurance         | Adam Muzyczuk Maciej Marcinkiewicz              | Radical SR8         | Automobilklub Wielkopolski - Izopanel Racing Team       |
| Endurance kl.5    | Adam Muzyczuk Maciej Marcinkiewicz              | Radical SR8         | Automobilklub Wielkopolski - Izopanel Racing Team       |
| Endurance kl.5    | Tomasz Senkowski Dariusz Pingot                 | Radical SR3         |                                                         |
| Endurance kl.4    | Miroslav Konôpka Matej Konôpka                  | Porsche 911         | ARC Bratislava                                          |
| Endurance kl.3    | Marcel Kusín Petr Válek                         | BMW M3 GTR          | K&K Racing Team                                         |
| Endurance kl.2    | Sebastian Kołakowski Piotr Bany Paweł Tarnawski | Alfa Romeo 156      | Automobilklub Rzemieślnik                               |
| Grand Prix Polski | Miroslav Konôpka                                | Saleen S7R          | ARC Bratislava                                          |
| E1 +3500          | Miroslav Konôpka                                | Saleen S7R          | ARC Bratislava                                          |
| E1 3500           | Bartosz Palusko                                 | BMW M3 E36          | Automobilklub Wielkopolski - Avtek PPS Racing Team      |
| E1 2000           | Marek Rzepecki                                  | Renault Clio RS Cup | Automobilklub Wielkopolski - Basen Hurt A&T Racing Team |
| E2 +2000          | Adam Muzyczuk                                   | Radical SR8         | Automobilklub Wielkopolski - Izopanel Racing Team       |
| E2 2000           | Tomasz Blicharski                               | Radical SR3         | Automobilklub Wielkopolski - Pachura Motorsport         |
| WPP kl.7          | Andrzej Moskalik                                | Lancia Delta        | Automobilklub Wielkopolski - Waab Motorsport            |
| WPP kl.6          | Łukasz Rawecki                                  | BMW 320 E21         | Automobilklub Wielkopolski                              |
| WPP kl.5          | Krzysztof Ratajczak                             | BMW 318is           | Automobilklub Wielkopolski - AVTek PSS Racing Team      |
| WPP kl.4          | Marek Wolf                                      | BMW E90             | Automobilklub Wielkopolski                              |
| WPP kl.3          | Jakub Wyszomirski                               | Honda CR-Z          | Automobilklub Rzemieślnik                               |
| WPP kl.2          | Maciej Szkudlarek                               | Renault Clio        | Automobilklub Wielkopolski                              |
| WPP kl.1A         | Karol Wyka                                      | Fiat Seicento       | Automobilklub Rzemieślnik                               |
| WPP kl.1N         | Mikołaj Jóźwiak                                 | Fiat Seicento       | Automobilklub Wielkopolski                              |